# Maltecora janthina
Maltecora janthina là một loài nhện trong họ Salticidae.
Loài này thuộc chi Maltecora. Maltecora janthina được Eugène Simon miêu tả năm 1910.